# 波特大廈

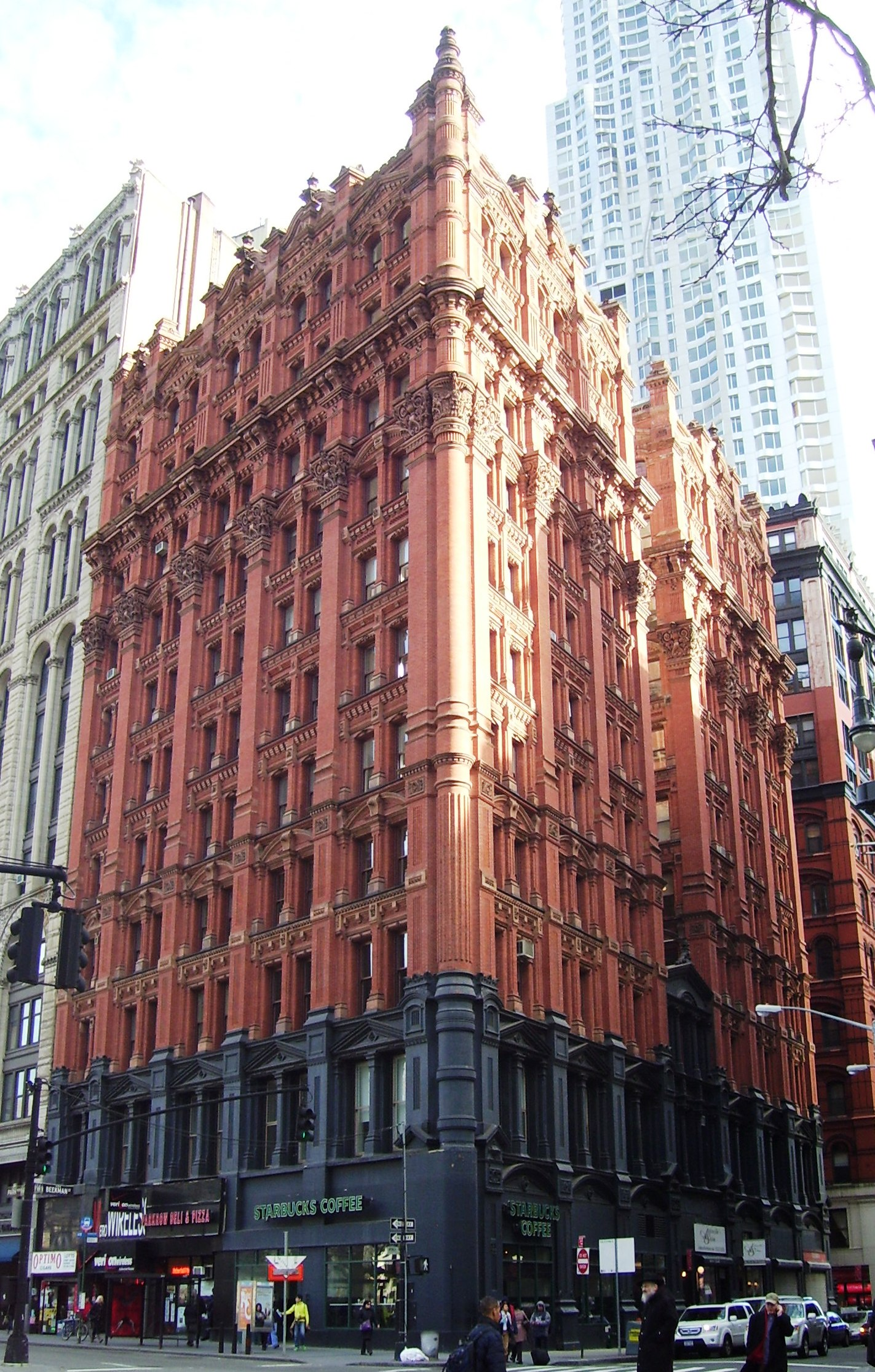
2012

波特大廈（Potter Building）是美國紐約市曼哈頓金融區的一座西侧位于公园街、东侧在拿骚街上的建築。這座建築由Norris Garshom Starkweather設計，所在地曾是紐約世界報的總部所在地。波特大厦最初是一座办公楼，有许多来自媒体和法律界的租户。1979年至1981年，它被改建为公寓。波特大厦于1996年被指定为纽约市地标，也是2005年被列入國家史蹟名錄富尔顿-拿骚历史区的一部分。

## 外部連結
- New York City Architecture Images - Potter Building
- New York Songlines: Park Row （页面存档备份，存于）